# Acaiaca
Acaiaca é um município brasileiro do estado de Minas Gerais. Sua população recenseada em 2022 era de 3 909 habitantes.
O município de Acaiaca está localizado na microrregião de Ponte Nova. Seu território faz limites com Mariana, Ponte Nova, Barra Longa, Guaraciaba e Diogo de Vasconcelos.
A pecuária de leite é a sua principal fonte de recursos do município. Suas pastagens ocupam quase todo o território.
É conhecida como a princesinha da Zona da Mata por ser a mais bela e limpa cidade dessa região da Zona da Mata Mineira.
A Estação Ferroviária de Acaiaca foi inaugurada em 1926, no Ramal de Ponte Nova da Estrada de Ferro Central do Brasil, para substituir a estação de Ubá, que não chegou a ser inaugurada e ficava a 4 km antes, na linha. Até o ano de 1982, ainda havia movimentação de passageiros na estação, que podiam se utilizar dos trens mistos da antiga Rede Ferroviária Federal (RFFSA).
Após a concessão do ramal ser entregue à Ferrovia Centro Atlântica, a estação ainda continuou a receber movimentos de trens cargueiros até o final da década de 90, quando estes foram desativados na região. Sem as devidas fiscalizações, os trilhos foram removidos em tentativas de furtos, durante a década de 2000.
Durante a reforma da estação, segundo Max Vasconcellos, "a estação está em fase final de reforma, já é centro cultural do município. Os trilhos são figurativos, já que foram arrancados logo antes e logo depois da estação. Um operário que está trabalhando na obra me garantiu que não mexeram no piso e que a inscrição EFCB é muito antiga''.
Outra curiosidade é a grafia do nome Acaiaca, com acento. O nome em tupi, deriva de Acaiacá, (cedro brasileiro). É interessante destacar também que o nome é um palíndromo, pode ser lida de trás para frente.

## Futebol
Em Acaiaca, o futebol se destaca pela rivalidade entre dois tradicionais clubes: Ideal Sport Clube (alvi-negro) e Independente Futebol Clube (tricolor: vermelho, preto e branco).
Alguns grandes jogadores tiveram suas origens no futebol em Acaiaca: Geovanni, que fez história no Cruzeiro e jogou na seleção brasileira, Barcelona e Benfica; Wendel que também atuou no Cruzeiro e na seleção brasileira, além de Bordeaux, Santos e Vasco; e Cristian Carvalho, que jogou no Gama e Criciúma.

## Imagens

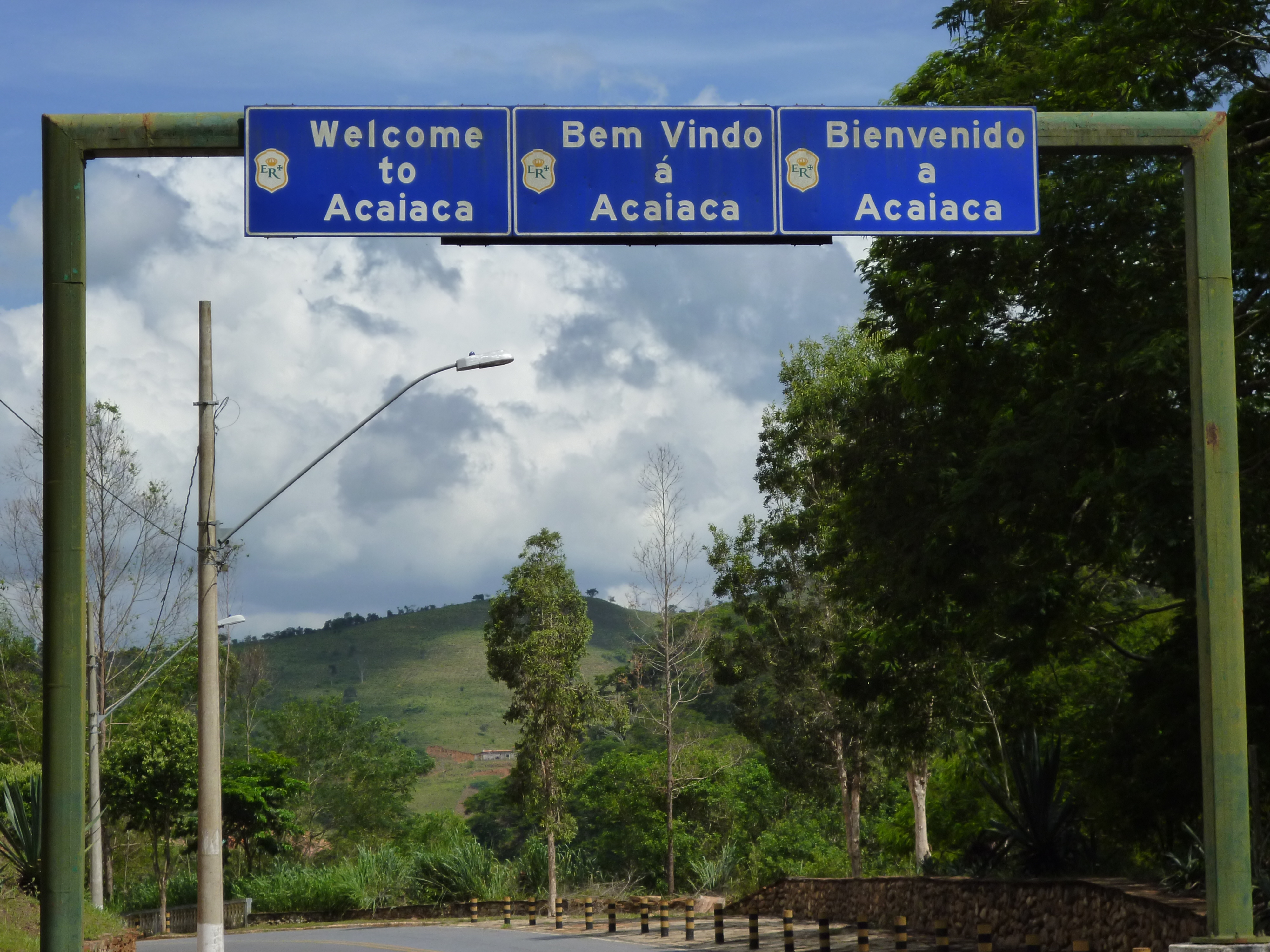
Portal da cidade
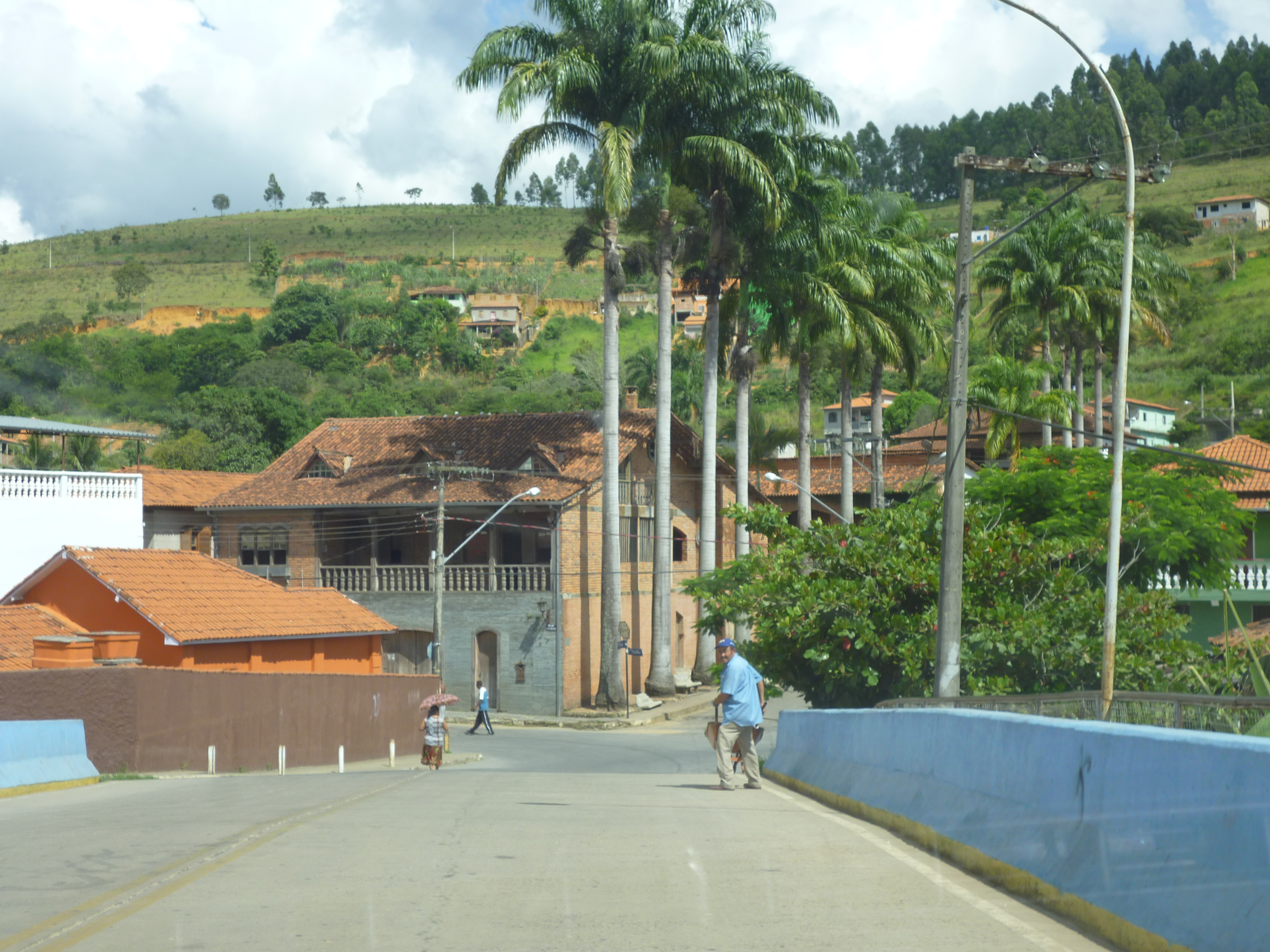
Ponte sobre o rio do Carmo
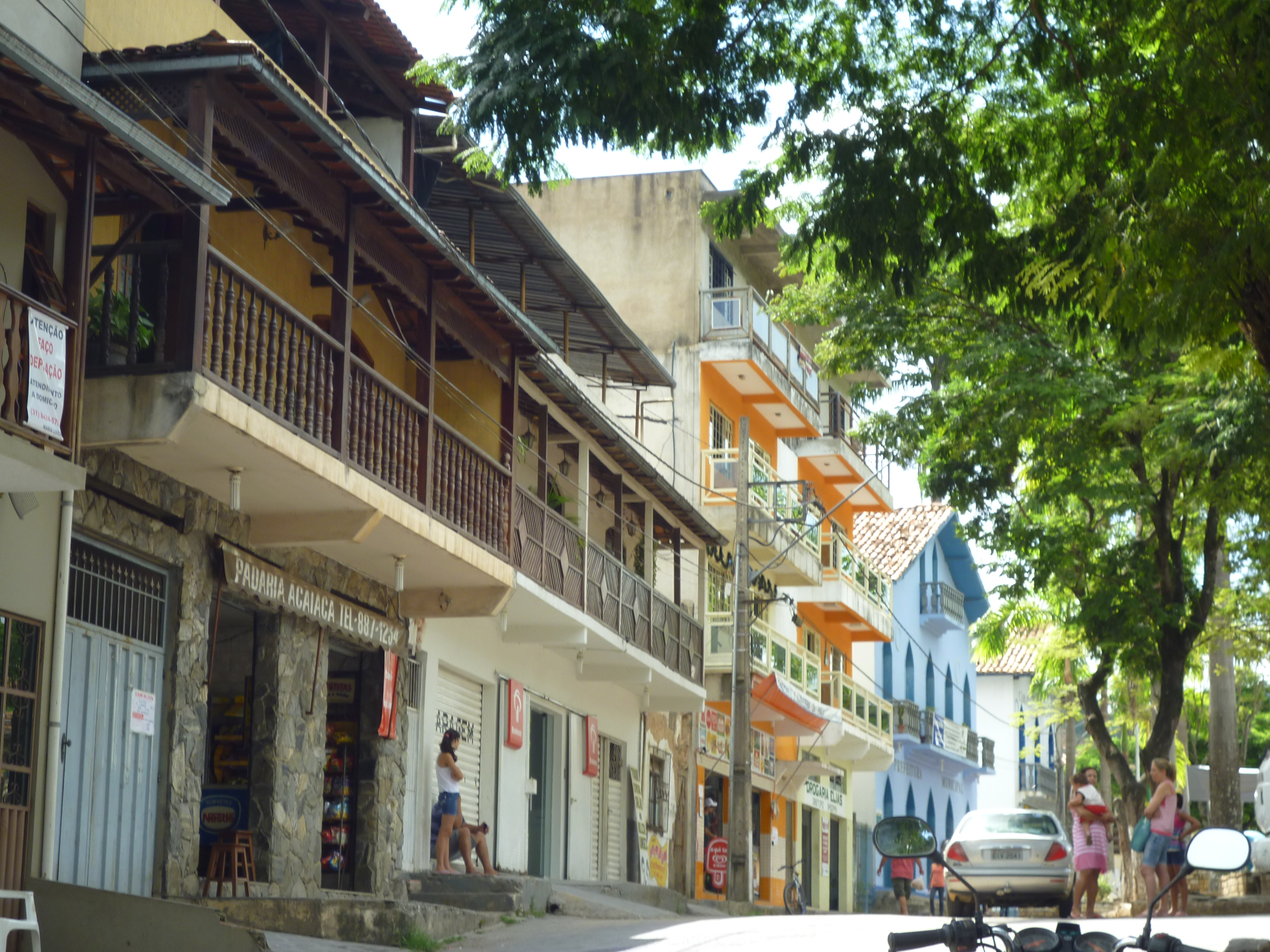
Aspecto do Centro